# Louis Dumur
 (janvier 2024).
Pour les articles homonymes, voir Dumur.
Louis Dumur (Chougny-Vandœuvres, 5 janvier 1863 - Neuilly-sur-Seine, 28 mars 1933) est un écrivain suisse romand, dont l’essentiel de la carrière littéraire se déroula à Paris, au sein du Mercure de France.

## Biographie

### Jeunesse et formation
En tant qu’aîné d’une grande fratrie, l’éducation du jeune Louis se fait dans l’observation du protestantisme calviniste le plus strict, et dans le respect des valeurs familiales. Sa mère, Marie Adrienne Amélie Berguer-Dumur, est fille de pasteur, de même que son père, Charles Henri Gustave Dumur.
Il fréquente le Collège de Genève, ainsi que les cours d’éducation protestante du dimanche. Très vite, son penchant pour la littérature le pousse à faire des choix contestés. Dès 1882, il affirme vouloir passer sa licence universitaire à Paris. Sa mère fait barrage à son départ, mais en vain. En 1884, il s’inscrit en licence à la Sorbonne, où ses premiers résultats sont plutôt médiocres. Donnant peu de nouvelles à ses parents, qui ne savent même pas où il habite, ceux-ci entament diverses procédures pour le retrouver, allant jusqu’à faire appel à l’ambassade de Suisse à Paris. Enfermé dans le travail pour ses études et pour ses premières pièces (théâtre et poésie), Louis Dumur ne veut voir personne. Il déménage même trois fois, lorsque l’on met enfin la main sur son adresse. Ses retours à Genève, à cette période, se comptent également sur les doigts de la main.

### Carrière au Mercure de France
Licencié en 1887, il part pour Saint-Pétersbourg, où il enseigne en tant que précepteur de Martin, fils de la comtesse G. Warpakowsky, jusqu’en 1892. Au cours de ce séjour, il fait paraître son premier recueil de poésie, La Neva (1890), dans lequel il prétend réformer la métrique classique. Il en profite également pour se rendre régulièrement à Paris, où il fréquente différents cercles littéraires.
Après avoir refondé la revue La Pléiade avec Édouard Dubus, George-Albert Aurier et Louis-Pilate de Brinn’Gaubast, c’est là qu’il rencontre entre autres Alfred Vallette, avec lequel il redonne vie au Mercure de France en janvier 1890 et dont il est d’abord rédacteur en chef. En 1895, il devient secrétaire de direction et, officieusement, le directeur littéraire – il le restera jusqu’à sa mort. Sa signature autographe figure sur l'un des feuillets signés par les convives du banquet mémorable donné le 31 décembre 1916 en honneur d'Apollinaire à l'Ancien Palais d'Orléans de l'Avenue du Maine.
De retour définitivement à Paris en 1892, Dumur se consacre alors entièrement au Mercure et à l’écriture. Il fait jouer plusieurs de ses pièces, dont La Nébuleuse (1895) et Rembrandt (1896, avec Virgile Josz). Ses premiers romans sont également édités : Pauline, ou la liberté de l’amour en 1896 et Un Coco de génie, en 1902.

### Succès littéraires
Entre 1909 et 1911, paraissent ses premiers véritables succès littéraires, lesquels forment la trilogie genevoise : Les trois demoiselles du Père Maire, Le Centenaire de Jean-Jacques et le plus controversé par son ton de libre penseur, L’École du dimanche. L'influence de Rousseau, très perceptible du début à la fin de la trilogie, est encore amplifiée par les préparatifs du tricentenaire de la naissance du philosophe, en 1912, dans lesquels Dumur se trouve très impliqué : c'est en particulier par son entremise que Bernard Bouvier, président de la toute jeune Société Jean-Jacques Rousseau, est invité à la cérémonie du Panthéon.
Lorsque la guerre éclate en 1914, Dumur va s’établir pour un temps à Genève. Il collabore alors à l'Agence Internationale pour les Prisonniers de Guerre, un organe de la Croix-Rouge. Parallèlement, il mène une grande activité journalistique, dénonçant à la fois les méfaits commis par l’armée allemande sur territoire belge (Culture française et culture allemande, Les Cahiers Vaudois, 1915) et le manque de réaction de la Confédération suisse - sans oublier les conséquences que cela induit sur la neutralité suisse. Ses prises de position publiques, la plupart du temps parues dans des revues françaises, faute d’accueil en Suisse romande, sont regroupées dans un recueil intitulé Les deux Suisse en 1917.
L’armistice signé, Dumur retourne à Paris, où il poursuit sa carrière littéraire – mais son ton change radicalement. Il fait paraître dans le Mercure en 1919 Nach Paris !, un livre vengeur représentant sous des traits sordides les premiers mois de la guerre vue par un jeune aspirant allemand. Ce livre est le premier d’une tétralogie consacrée à la Première Guerre mondiale, et qui comprend Le Boucher de Verdun (1921), Les Défaitistes (1923) et La Croix Rouge et la Croix Blanche, ou la guerre chez les neutres (1925). Les Défaitistes décrivent l'aventure de l'espionne Mata-Hari et s'interrogent, chemin faisant, sur ce qu'il faut entendre, au lendemain des hostilités, sur la notion de patrie.
Louis Dumur consacre la dernière partie de sa vie à une ultime série de romans consacrés à la Russie, depuis la Russie tsariste jusqu'aux deux révolutions de 1917 : Dieu protège le Tsar ! (1928), Le Sceptre de la Russie (1929), Les Fourriers de Lénine (1932) et Les Loups rouges (1932) montrent, comme c'était déjà le cas avec la tétralogie « guerrière » de Dumur, un art romanesque qui se situe dans la droite ligne du naturalisme zolien mais puise également dans les ressources de l'écriture journalistique.
Louis Dumur meurt le 28 mars 1933, des suites d'un cancer du larynx. De très nombreuses pages du Journal Littéraire de Paul Léautaud sont riches de détails concernant Louis Dumur et notamment lors de ses derniers mois.

## Principales publications
- La Néva, poésies (1890)
- Albert, roman (1890)
- Lassitudes, poésies (1891)
- Pauline, ou la Liberté de l'amour (1896) Compte rendu de Rachilde
- Un coco de génie, roman (1902) Texte en ligne
- Les Trois demoiselles du père Maire, roman (1909)
- Le Centenaire de Jean-Jacques, roman (1910)
- Les Enfants et la religion, roman (1911)
- L'École du dimanche, roman (1911)
- La Société des gens de lettres : son Comité et les Intérêts des écrivains français, critique (1913)
- Un estomac d'Autriche, roman, (écrit en 1913 mais publié en 1932)
- Culture française et culture allemande (Lausanne : C. Tarin, 1915 ; consultable sur Gallica)
- Les Deux Suisse, 1914-1917 (1917)
- Nach Paris ! roman (1919)
- Le Boucher de Verdun, roman (1921)
- Les Défaitistes, roman (1923)
- La Croix rouge et la Croix blanche ou la Guerre chez les neutres, roman (1925)
- Dieu protège le tsar ! roman (1928) - 1er volume du cycle des romans russes
- Le Sceptre de la Russie, roman (1929) - 2e volume
- Les Fourriers de Lénine, roman (1932) - 3e volume
- Les Loups rouges, roman (1932) - 4e et dernier volume du cycle des romans russes.
- La Fayette, nous voici ! roman (1933)

Théâtre
- La Motte de terre, 1 acte (1894)
- La Nébuleuse, 1 acte (1895)
- Rembrandt, drame en prose, en 5 actes et 9 tableaux, avec Virgile Josz (1896)
- Don Juan en Flandre, drame en 1 acte, avec Virgile Josz (1913)

## Sources
- Fonds : Dumur (Louis) (1884-1987) [213 enveloppes, 44 chemises, 2 boîtes, 1 planche, 2 tableaux, 1 volume imprimé].  Cote : CH-000053-1 PP 538/163-225. Archives cantonales vaudoises (présentation en ligne).
- Fonds : Louis Dumur (1863-1933) [1878 volumes de sa bibliothèque personnelle et 24 boîtes d'archives].
- Expositions successivement, entre 2017 et 2019, 
  - aux Archives cantonales vaudoises [lire en ligne],
  - à la Bibliothèque Carnegie, à Reims,
  - et aux Archives d'État de Genève[lire en ligne].